# Corsos (Antigüedad)

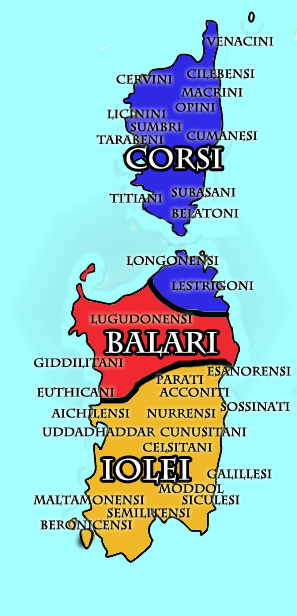
Mapa de las principales etnias nurágicas. Los corsos eran predominantes en el norte de Cerdeña.

Los corsos o corsi fueron un antiguo pueblo de Cerdeña y de Córcega, recibiendo esta última su nombre de ellos. En el periodo de la cultura nurágica, los corsos eran uno de los pueblos que poblaban la isla de Cerdeña.
Tolomeo los cita en su obra Geografía (III, 3).
En Cerdeña los corsos habitaban sobre todo las costas nororientales, correspondientes a la moderna Gallura, cerca de Tibulati y al norte de los coracenses, aunque otras tribus se establecieron al sur y al oeste de Limbara al pie de Marghine, como lo demuestra el antiguo topónimo Corsein (actualmente llamada Cossoine).